# Mycale helios
Mycale helios är en svampdjursart som först beskrevs av Robert Fredric Fredrik Fristedt 1887. Mycale helios ingår i släktet Mycale och familjen Mycalidae.
Artens utbredningsområde är Norra ishavet. Inga underarter finns listade i Catalogue of Life.